# Philodromus breviductus
Philodromus breviductus este o specie de păianjeni din genul Philodromus, familia Philodromidae, descrisă de Charles Denton Dondale și Redner, 1969.
Este endemică în Jamaica. Conform Catalogue of Life specia Philodromus breviductus nu are subspecii cunoscute.